# Millington, Maryland
Millington är en kommun (town) i Kent County, och Queen Anne's County, i Maryland. Vid 2020 års folkräkning hade Millington 549 invånare.